# Jeu en ligne
Un jeu en ligne (ou jeu sur Internet) est un jeu vidéo jouable par le biais d'un réseau informatique.
L'expansion du jeu en ligne a reflété l'expansion des réseaux informatiques et même d'Internet. Les jeux en ligne peuvent incorporer de simples jeux d'écriture aux jeux complets et détaillés, dans lesquels plusieurs joueurs se retrouvent d'une manière simultanée (jeux multijoueur). De nombreux jeux en ligne se sont répartis en communautés virtuelles, transformant ainsi les jeux solo en forme d'activité sociale.
La popularité grandissante de Flash et Java conduisent à une révolution sur Internet lorsque les internautes s'aperçoivent qu'ils peuvent accéder à des vidéos, des musiques en streaming et grand nombre de nouvelles activités. Avec l'essor de l'interactivité et de la qualité de connexion, les sites pouvaient offrir la disponibilité aux joueurs d'accéder à des jeux en réseau, gratuits ou non.
Certains jeux multijoueur en ligne, comme World of Warcraft, Final Fantasy XI ou Lineage II, sont accessibles grâce à un abonnement payant mensuel, tandis que d'autres jeux, tels que Guild Wars ou encore Farmerama, offrent une accessibilité gratuite. Certains sites sont rémunérés en exposant leurs sponsors en ligne, tandis que d'autres, comme RuneScape, préfèrent laisser les joueurs jouer gratuitement tout en ajoutant des contenus payants pour les abonnés.

## Définition
Selon Andrew Rollings et Ernest Adams, le « jeu en ligne est une technologie plutôt qu'un genre ; c'est un mécanisme qui relie des acteurs plutôt qu'un modèle particulier de jeu ». Les jeux en ligne sont jouables par le biais de certains types de réseaux informatiques, comme actuellement Internet. Un avantage du jeu en ligne est de connecter les joueurs à des jeux multijoueur. Un second avantage est qu'un grand pourcentage de jeux ne nécessite aucun paiement.

## Jeux de tir à la première personne
Durant les années 1990, les jeux en ligne se dirigent vers des protocoles LAN et sur Internet par le biais de protocoles TCP/IP. Doom popularise le concept du match à mort (deathmatch), dans lequel plusieurs joueurs s'affrontent face-à-face, en tant que nouveau type de jeu. Depuis, certains jeux de tir à la première personne permettent une accessibilité aux matchs à mort.

## Jeux de stratégie en temps réel
Les premiers jeux de stratégie en temps réel pouvaient être jouables par le biais d'un modem ou d'un réseau local. Tandis que la croissance d'Internet augmente durant les années 1990, des logiciels se développent et permettent créés pour diriger automatiquement un joueur vers un autre pour s'affronter ou discuter. Cet exemple inclut le site MSN Gaming Zone dans lequel des communautés en ligne étaient formées par des joueurs, comme Age of Empires ou Microsoft Ants.

## Jeux par navigateur
Le développement des technologies du World Wide Web, a permis dans un premier temps le développement de jeux simples reposant sur le HTML et le JavaScript, utilisables par le biais d'un navigateur web.
Le développement d'extensions aux navigateurs, comme Flash, Java ou Shockwave a permis de réaliser des jeux plus complexes. Beaucoup des premiers jeux de l'histoire du jeu vidéo (Pacman, Pong…) ont ainsi été recréés. Ce sont des objets de consommation rapide, la durée d'utilisation n'excèdant pas quelques minutes[réf. nécessaire]. L'utilisation de dessin vectoriel permet dans ces technologies de réduire le temps de chargement. Ces jeux ne sont généralement pas multijoueur, mais ils peuvent partager avec tous les joueurs certains éléments, classiquement une high score.
Un grand nombre de jeux massivement multijoueur sur navigateur a été créé (jeu de rôle, jeu de stratégie, jeu de gestion, élevage virtuel), et de par la technologie, ils correspondent à un genre particulier, et utilisent un gameplay basé sur le tour par tour.

## Règlement
Depuis le 12 mai 2010, la France autorise l’hébergement des sites de jeux d’argent et de hasard en ligne dans un cadre strict visant à encadrer l’utilisation de ses sites. Cet encadrement permet de limiter l’offre et la consommation des jeux dans le but de prévenir l’addiction à ces sites, de protéger les mineurs d’éventuelles dérives mais également d’assurer la fiabilité de ces sites et d’éviter toutes fraudes ou cybercriminalités. De plus, les filières concernées auront un contrôle afin d’éviter de se déstabiliser entre elles,.